# 寧古禮
寧古禮（？—？），滿洲人，清朝政治人物、清朝戶部尚書。
曾任左都御史。康熙元年七月戊戌，接替阿思哈，擔任清朝戶部尚書，后去世。由蘇納海接任。